# Elatoides
Elatoides Nikol'skaya, 1952, è l'unico genere della sottofamiglia degli Elatoidinae Bouček, 1988, un piccolo raggruppamento di insetti della famiglia degli Pteromalidi (Hymenoptera: Chalcidoidea) comprendente quattro specie parassitoidi.

## Morfologia
Gli Elatoides hanno il corpo nero, senza colori metallici, con il capo e il dorso del torace cosparsi di setole fitte e lunghi. Le antenne sono inserite all'altezza del margine inferiore degli occhi composti. Sono formate da 12 articoli, con un anello e un funicolo di sei segmenti.
Il pronoto è lungo come il mesoscuto. I notauli sono completi ma superficiali. Lo scutello è convesso, separato dal mesoscuto da un solco profondo. Il propodeo è quasi liscio, con carene irregolari e trasversali nel terzo posteriore e carena mediana irregolare. Le zampe sono sottili, con tibie posteriori provviste di uno sperone all'estremità distale. Le ali anteriori hanno la vena marginale lunga quanto quella postmarginale e stigma moderatamente grande.
Il peziolo è lungo 2-3 volte rispetto alla larghezza, è percorso da sculture longitudinali ed è provvisto di setole anteriormente. Il primo tergite del gastro è generalmente lungo.

## Biologia
Gli Elatoides sono parassitoidi associati a Rincoti Pseudococcidi del genere Phenacoccus o, talvolta, Eriococcus. Sono stati spesso rilevati sfarfallamenti in primavera da galle provocate da Imenotteri Cinipidi ma l'interpretazione è che si siano sviluppati da forme svernanti delle cocciniglie all'interno delle galle.

## Sistematica
Il genere Elatoides comprende quattro specie presenti nelle regioni della costa del Pacifico della Russia e in Giappone):
- E. coccidivorus Ashmead, 1904
- E. komaii Kamijo, 1983
- E. niger Nikol'skaya, 1952
- E. nikolskayae Pilipyuk, 1971

La posizione sistematica di questo genere ha subito diversi rimaneggiamenti. Inizialmente fu inserito da Nikol'skaya nella famiglia dei Perilampidi, sottofamiglia Chrysomphalinae (1952). Dopo varie revisioni ci fu quella di Kamijo (1983), che includeva il genere Elatoides nella sottofamiglia dei Miscogasterini e, infine, quella di Bouček che lo ha proposto come unico genere degli Elatoidinae.